# Vuurtoren op Kambangan

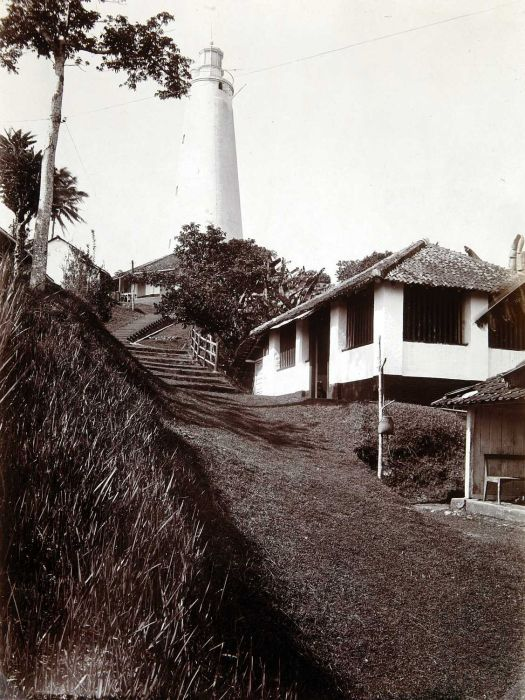
Vuurtoren op Kambangan voor de Tweede Wereldoorlog.

De vuurtoren op Kambangan is een gietijzeren vuurtoren op het eiland Kambangan nabij  Cilicap, een plaats aan de zuidkust in het midden van het Indonesisch eiland Java. De vuurtoren is gebouwd in 1870 door de regering van het toenmalige Nederlands-Indië en is 32 meter hoog.